# نزدیک (فیلم ۲۰۱۹)
نزدیک (به انگلیسی: Close) فیلمی است در ژانر هیجانی به کارگردانی ویکی جیسون. فیلم در ۱۸ ژانویه ۲۰۱۹ از سوی نت‌فلیکس منتشر شد.
داستان فیلم دربارهٔ یک محافظ شخصی (با بازی نومی راپاس) است که برای محافظت از جان دختر و وارث یک میلیاردر معدن‌کار در مراکش استخدام شده‌است. دختر با توطئه‌ای روبه‌رو می‌شود و بادیگاردش می‌کوشد تا وی را نجات دهد.
شخصیت محافظ فیلم با الهام از بادیگارد معروف -جکی دیویس- ساخته و پرداخته شده‌است.